# Dinah Nah
Dinah Nah, artistnamn för Malin Dinah Sundström, född 23 augusti 1980, är en svensk sångerska, bosatt i Stockholm.
Malin Sundström är uppväxt i Sätra i Stockholms län och är utbildad hudterapeut och undersköterska. Vid 18-års ålder blev hon upptäckt på en karaokebar av två producenter och blev en av medlemmarna i eurodiscogruppen Caramell, som bland annat var förband åt Backstreet Boys i Sverige 1999. Hon lämnade gruppen 2002 och fick 2006 skivkontrakt med EMA Vibe i Paris, där hon arbetade med olika producenter i en utvecklingsprocess. Tillbaka i Sverige släppte hon i samverkan med producentduon Ghost Track debutsingeln "I Am" via SLG Records 2012, följd av "Like You" på 100 Songs.
Bakom hennes solosatsning som Dinah Nah står Anders Bagge. Hon deltog i Melodifestivalen 2015 med låten "Make Me (La La La)" som är skriven av henne själv tillsammans med Dr Alban, Jakke Erixson och Karl-Ola Kjellholm. Hon tog sig till final via andra chansen där hon slog ut Dolly Style.
Hon deltog i Melodifestivalen 2017 med bidraget ''One More Night'', där hon inte gick vidare.

## Diskografi (Som Dinah Nah)
- 2012 - I Am
- 2012 - I Am (Feat. Alex Sayz)
- 2013 - Like You
- 2015 - Make Me (La La La)
- 2015 - Make Me (La La La) - Versions
- 2016 - If I Were Sorry
- 2017 - One More Night
- 2019 - Equivocal
- 2022 - On My Way